# Dariusz Szczukowski
Dariusz Stanisław Szczukowski – polski literaturoznawca, dr hab. nauk humanistycznych, profesor uczelni i dyrektor Instytutu Filologii Polskiej Wydziału Filologicznego Uniwersytetu Gdańskiego.

## Życiorys
W 2000 r. ukończył studia z zakresu filologii polskiej na Uniwersytecie Gdańskim, w 2005 r. doktoryzował się na podstawie pracy zatytułowanej Tadeusz Różewicz wobec niewyrażalnego, której promotorem była prof. Małgorzata Książek-Czermińska, w 2020 r. habilitował się za pracę pt. Niepoprawny istnieniowiec. Bolesław Leśmian i doświadczenie literatury.
Jest profesorem uczelni i dyrektorem Instytutu Filologii Polskiej na Wydziale Filologicznym Uniwersytetu Gdańskiego, a także członkiem Rady Dyscypliny Naukowej – Literaturoznawstwa Uniwersytetu Gdańskiego.